# Motor Manson

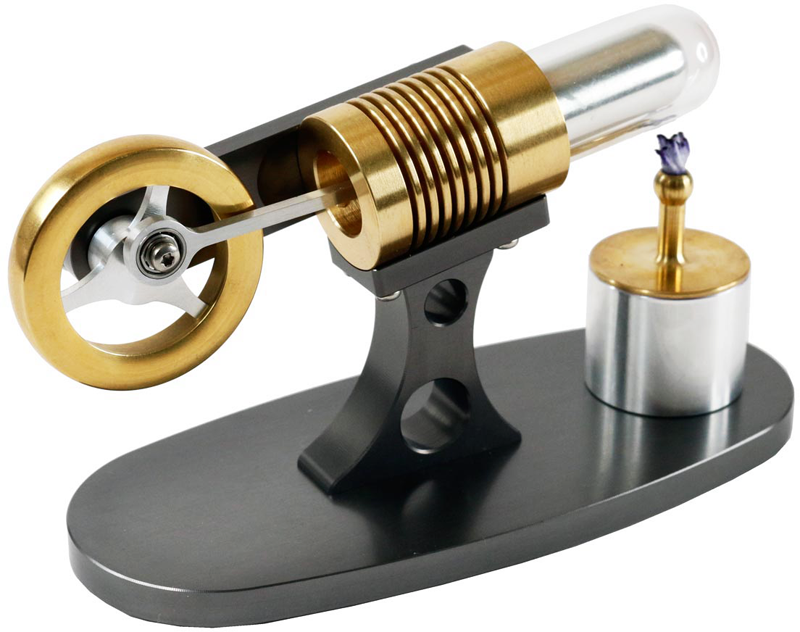
Maqueta operativa de motor Manson

El motor Manson es un motor termodinàmic que fa servir la expansió tèrmica de l'aire per treballar, entrant dintre del grups de motors d'aire calent o combustió externa), i amb semblances amb el motor Stirling. Va ser dissenyat el 1952 per A.D. Manson i va ser publicat per primera vegada a Newnes Practical Mechanics.

Animació Motor Cicle Manson

A l'escalfar l'aire de dintre de la zona calenta de la càmera, aquest s'expandeix i desplaça un cilindre. Al refredar-se l'aire a la zona freda, l'aire es contrau i el cilindre torna enrere. Si acoblem el cilindre a un eix i un volant d'inèrcia, obtindrem moviment rotatiu, treball que es podria usar per generar electricitat, bombejar aigua o qualsevol altre aplicació.
Les claus del motor Manson es que en ser de combustió externa, es independent del combustible usat: accepta també escalfament per concentració solar i també la seva senzillesa constructiva respecte als motors Stirling i Ericsson.
El motor de cicle Manson té un concepte molt més modern i senzill que els ja centenaris motors Stirling (1816) i Ericsson (1853) del segle xix i és fàcil per construir. El 2016 Christopher Guise va dipositar una patent d'un motor Manson millorat, conegut amb el nom Manson-Guise Engine.